# انتخابات فدرال آلمان (۲۰۰۵)
انتخابات فدرال آلمان برای برگزیدن اعضای شانزدهمین دوره مجلس فدرال آلمان (بوندستاگ) در روز ۱۸ سپتامبر ۲۰۰۵ برگزار شد. این انتخابات پس از آن برگزار شد که حزب حاکم سوسیال دموکرات در برخی از ایالت‌ها در انتخابات داخلی شکست خورده بود. پس از این شکست، صدراعظم وقت گرهارد شرودر که رهبری این حزب را به عهده داشت از هواداران خود در بوندستاگ خواست که به دولت وی رای عدم اعتماد دهند تا زمینه برای انحلال پارلمان و برگزاری انتخابات پیش از موعد فراهم شود. وی بیم آن را داشت که در صورت ادامه کار دولت تا انقضای دوره قانونی پارلمان در سال ۲۰۰۶، موقعیت حزب در افکار عمومی تنزل کرده و کسب پیروزی برای حزبش را دشوارتر سازد. بوندستاگ در روز ۱ ژوئیه ۲۰۰۵ با ۲۹۶ رای موافق به عدم اعتماد به دولت شرودر رای داد و در نتیجه دولت وی سقوط کرد. هورست کوهلر رئیس جمهور وقت آلمان بعد از سه هفته بررسی جوانب امر، سرانجام در روز ۲۱ ژوئیه پارلمان را منحل اعلام کرد و دستور انجام انتخابات پیش از موعد را صادر کرد.
حزب اپوزیسیون، اتحادیه دموکرات مسیحی و متحدش در بایرن، اتحادیه سوسیال مسیحی بایرن، رقابت‌های انتخاباتی را در حالی آغاز کردند که مطابق نظرسنجی‌ها بیش از ۲۱٪ از حزب حاکم سوسیال دموکرات پیشی گرفته بودند. بسیاری از تحلیل‌گران بر این اعتقاد بودند که دموکرات مسیحی‌ها به سادگی پیروز انتخابات خواهند بود و رهبرشان آنگلا مرکل به مقام صدارت اعظم خواهد رسید و آنان خواهند توانست با شریک سنتی‌شان، حزب دموکرات آزاد دولت ائتلافی تشکیل دهند. با این وجود حزب دموکرات مسیحی در انتخابات فقط با ۱٪ اختلاف آرا و ۴ کرسی بیشتر در بوندستاگ توانست از حزب سوسیال دموکرات پیشی بگیرد.
نتایج انتخابات حاکی از آن بود که هیچ‌یک از ائتلاف‌های دموکرات مسیحی–دموکرات آزاد و سوسیال دموکرات–سبزها نتوانستند اکثریت را در بوندستاگ بدست بیاورد و هر دوی این حزب‌ها چندین کرسی نسبت به انتخابات سال ۲۰۰۲ از دست داده بودند. تنها حزب سوسیالیسم دموکراتیک آلمان با ۵٪ افزایش در آرا و ۵۲ کرسی بیشتر نسبت به دوره قبل عملکرد خوبی از خود بر جای گذاشت.
بعد از اعلام نتایج انتخابات آنگلا مرکل و گرهارد شرودر هر دو مدعی پیروزی در انتخابات شدند، اما تشکیل دولت نیازمند رایزنی‌های گسترده‌ای بود. سرانجام در روز ۱۰ اکتبر رهبران دو حزب اعلام کردند که به توافقی برای تشکیل ائتلاف بزرگ رسیدند. با تشکیل بوندستاگ در روز ۲۲ نوامبر ۳۹۷ عضو اتحادیه دموکرات مسیحی و سوسیال دموکرات رای به صدارت اعظم آنگلا مرکل دادند و او به عنوان اولین صدر اعظم زن در آلمان به قدرت رسید.

## پیش‌زمینه
در روز ۲۲ مهٔ ۲۰۰۵، حزب سوسیال دموکرات در انتخابات محلی ایالت نوردراین-وستفالن که پرجمعیت‌ترین ایالت آلمان است شکست خورد. حزب پیروز در این ایالت اتحادیه دموکرات مسیحی بود که حزب اپوزیسیون سوسیال دموکرات‌ها به شمار می‌رود. با این پیروزی، اتحادیه دموکرات مسیحی به همراه شریک ائتلافی خود حزب دموکرات آزاد توانستند در شورای فدرال آلمان (مجلس اعلای قانون‌گذاری) حائز اکثریت شوند. بعد از این شکست حزب حاکم، صدراعظم وقت گرهارد شرودر در یک رای عدم اعتماد نمایشی بوندستاگ را منحل کرد تا برای جلوگیری از تبعات کاهش بیشتر محبوبیت خود انتخابات زودهنگام برگزار کند.
بر طبق قوانین آلمان، از آنجایی که بوندستاگ نمی‌تواند به انحلال خود رای دهد، انتخابات پیش از موعد تنها در صورت انحلال بوندستاگ توسط رئیس جمهور آلمان، قابل برگزاری است. رئیس جمهور نیز در صورتی می‌تواند بوندستاگ را منحل کند که بوندستاگ به دولت رای عدم اعتماد داده باشد.
در سال ۱۹۸۳ دادگاه قانون اساسی آلمان قانونی وضع کرده بود که صدراعظم حق ندارد از رئیس جمهور انحلال پارلمان را درخواست کند، تنها به صرف اینکه برای مقاصد حزبی قصد انتخابات پیش از موعد را دارد، این درخواست تنها در صورتی معتبر است که صدراعظم برای تصویب قوانینش در بوندستاگ با مشکل مواجه شده باشد یا اکثریت بوندستاگ با او موافق نباشند.
بسیاری از ناظران بر این اعتقادند که شرودر از همین بند برای انحلال بوندستاگ استفاده کرد. چرا که بسیاری از نمایندگان جناح چپ در حزب سوسیال دموکرات با اصلاحات قانون کار و تأمین اجتماعی شرودر موافق نبودند. در روز ۱ ژوئیه بعد از بحث‌های فراوان، بوندستاگ با ۲۹۶ رای موافق در مقابل ۱۵۱ رای مخالف به عدم اعتماد به دولت شرودر رای داد. در روز ۲۱ ژوئیه هورست کوهلر رئیس جمهور وقت آلمان بوندستاگ را منحل اعلام کرد و شرایط برگزاری انتخابات پیش از موعد را هموار ساخت.
ورنر شولتس نماینده بوندستاگ از حزب سبزها در سخنرانی خود در روز رای‌گیری، رای عدم اعتماد تعمدی به دولت شرودر را مسخره توصیف کرد و رفتار بوندستاگ را با رفتار مشابه مجلس فرمایشی جمهوری دموکراتیک آلمان (آلمان شرقی) مقایسه کرد. او همچنین به همراه یلنا هموفمان نماینده حزب سوسیال دموکرات شکایت مشترکی را تسلیم دادگاه قانون اساسی آلمان کردند.
دادگاه در روز ۲۵ اوت شکایت این دو را وارد ندانست و با تأیید اقدام رئیس جمهور در انحلال مجلس، به برگزاری انتخابات زودهنگام چراغ سبز نشان داد و به حدس و گمان‌هایی مبنی بر عدم برگزاری انتخابات زودهنگام و کناره‌گیری شرودر یا ادامه صدارت اعظم وی بر یک دولت ضعیف پایان داد. چندین نفر از اعضای احزاب کوچکتر نیز شکایاتی علیه این اقدام تسلیم دادگاه قانون اساسی کردند که دادگاه تا یک هفته قبل از انتخابات این شکایات را مردود دانست.

## مبارزات انتخاباتی
اتحادیه دموکرات مسیحی آنگلا مرکل را نامزد پست صدارت عظمی کرد. این اولین بار بود که یک زن در تاریخ آلمان برای چنین مقامی نامزد می‌شد. اتحادیه دموکرات مسیحی مرام‌نامه‌ای را ارائه کرد که در آن بر سرعت بخشیدن به کاهش مقررات اقتصادی و تداوم کاهش مالیات بر درآمدها و هزینه‌های عمومی تأکید شده بود. (بسیاری از ناظران این سیاست‌های مرکل را با مارگارت تاچر نخست‌وزیر محافظه‌کار بریتانیا مقایسه کرده‌اند). اتحادیه دموکرات مسیحی در شروع مبارزات انتخاباتی در نظرسنجی‌ها بیش از ۲۱٪ از حزب سوسیال دموکرات پیش افتاده بود و با اعتماد به نفس به پیروزی مرکل به پیش می‌رفت. تونی بلر، نخست وزیر بریتانیا در سفری به برلین، پیش از دیدار با صدراعظم گرهارد شرودر با آنگلا مرکل دیدار کرد.
حزب سوسیال دموکرات آلمان در برنامه‌های خود بر تداوم سیاست‌های فعلی مقررات‌زدایی اقتصادی تأکید می‌کرد. آنان همچنین در برنامه‌های انتخاباتی خود اصلاحاتی از قبیل گسترده‌تر کردن بنیان‌های مالی سیستم بهداشت و درمان و افزایش ۳ درصدی مالیات برای افراد با درآمد سالانه بیشتر از ۲۵۰٬۰۰۰ یورو را اضافه کردند (کمی پیش از آن در ابتدای سال ۲۰۰۵ دولت ائتلافی حداکثر مالیات را از ۴۸٫۵٪ به ۴۲٪ کاهش داده بود).

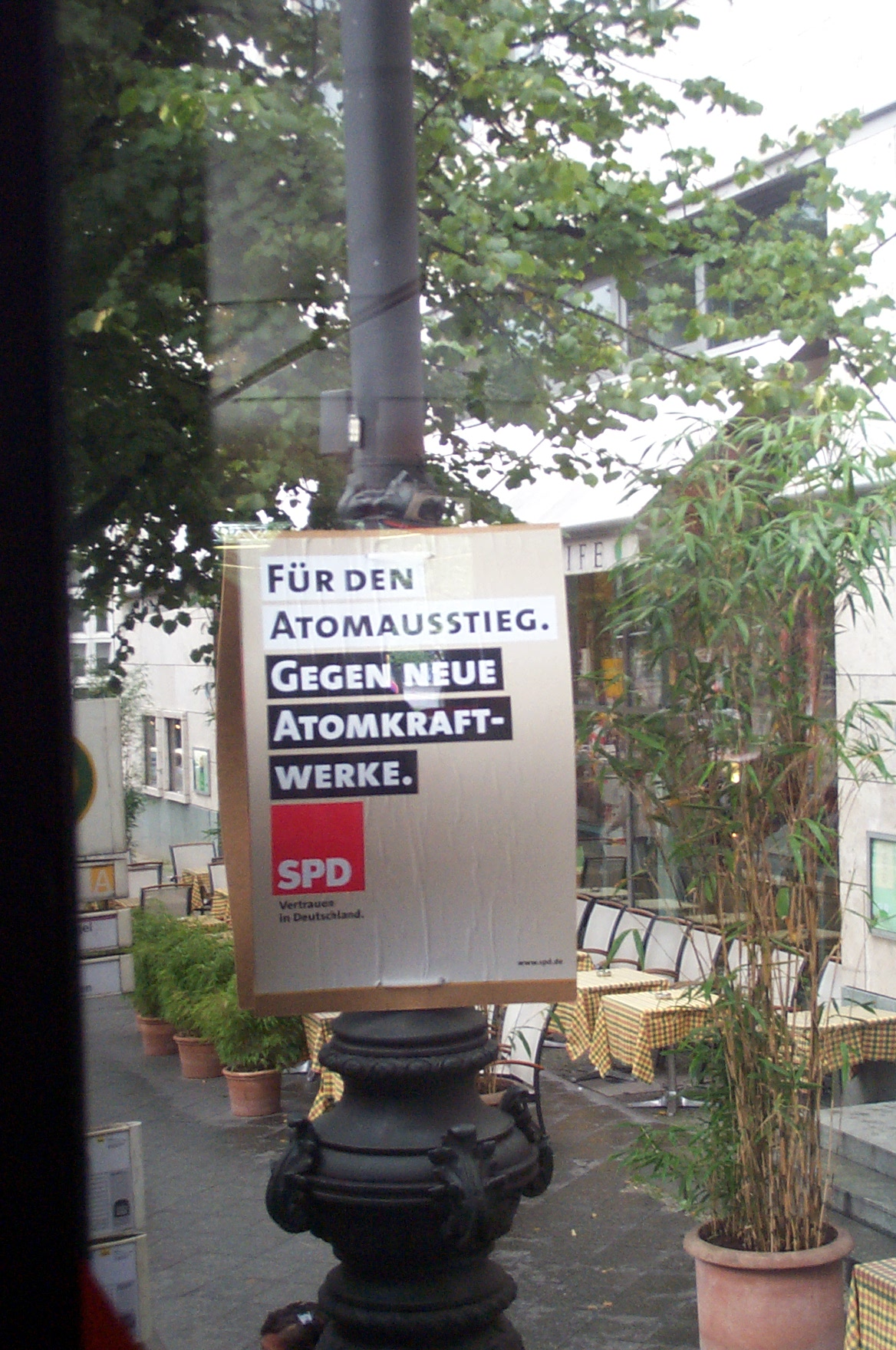
پلاکارد انتخاباتی حزب سوسیال دموکرات

حزب اتحاد ۹۰/سبزها برنامه انتخاباتی خود را در ژوئیه ۲۰۰۵ منتشر کردند. در این انتخابات برای اولین بار تمرکز این حزب بر مسائل زیست‌محیطی نبود و آنان تمرکز خود را بر اقتصاد و سیاست‌های بازار کار افزایش دادند. در کل حزب سبزها در این انتخابات اندکی به جناح چپ تمایل پیدا کرد.
حزب دموکرات آزاد آلمان سیاست‌های انتخاباتی خود را پیش از حزب دیگری در ۲۴ ژوئیه ۲۰۰۵ منتشر کرد. آنان در این برنامه‌ها بر کاهش بیشتر هزینه‌های عمومی و افزایش قدرت چانه‌زنی کارفرمایان با کارگران تأکید کردند.
رهبر حزب سوسیالیسم دموکراتیک در این انتخابات موافقت کرد که اعضای حزب چپ میانه کار و عدالت اجتماعی که در غرب آلمان فعالیت داشت با لیست این حزب وارد انتخابات شوند. این تصمیم راه را کمی بعدتر برای اتحاد این دو حزب هموار کرد. حزب کار و عدالت اجتماعی این اتحاد را به تغییر نام حزب سوسیالیسم دموکراتیک به حزب چپ مشروط دانست. (اسکار لافونتاین، نفر اول حزب کار و عدالت اجتماعی که پیشتر عضو حزب سوسیال دموکرات بود، حزب سابق‌اش را به داشتن سیاست‌های نئولیبرال در حوزه اقتصاد متهم کرده بود). اعضای عمومی حزب کار و عدالت اجتماعی با این ادغام موافق بودند و صرفاً منتظر نظر کنوانسیون حزب سوسیالیسم دموکراتیک بودند که با این همبستگی موافقت کنند که در صورت پیروزی می‌توانست به جهش زیادی در آرای حزب سوسیالیسم دموکراتیک در غرب آلمان منجر شود. حزب سوسیالیسم دموکراتیک که جایگزین حزب حاکم در آلمان شرقی سابق بود هیچگاه پیش از آن نتوانسته بود آرای عمومی را در غرب آلمان به خود جذب کند.
دو حزب کوچک راست افراطی، حزب دموکرات ملی آلمان و اتحاد مردم آلمان نیز اعلام کردند که با یک لیست واحد در انتخابات شرکت خواهند کرد. این اتحاد نگرانی‌هایی را در میان سیاست‌مداران آلمانی ایجاد کرد، چرا که ممکن بود این اتحاد منجر به کسب آرای بالای ۵٪ برای این اتحاد و در نتیجه ورود نمایندگان راست افراطی به بوندستاگ شود. از آنجایی که مطابق قانون انتخابات آلمان دو حزب نمی‌توانند با یک لیست در انتخابات شرکت کنند، بنابراین کاندیداهای حزب اتحاد مردم آلمان با نام حزب دموکرات ملی آلمان در انتخابات ظاهر شدند.

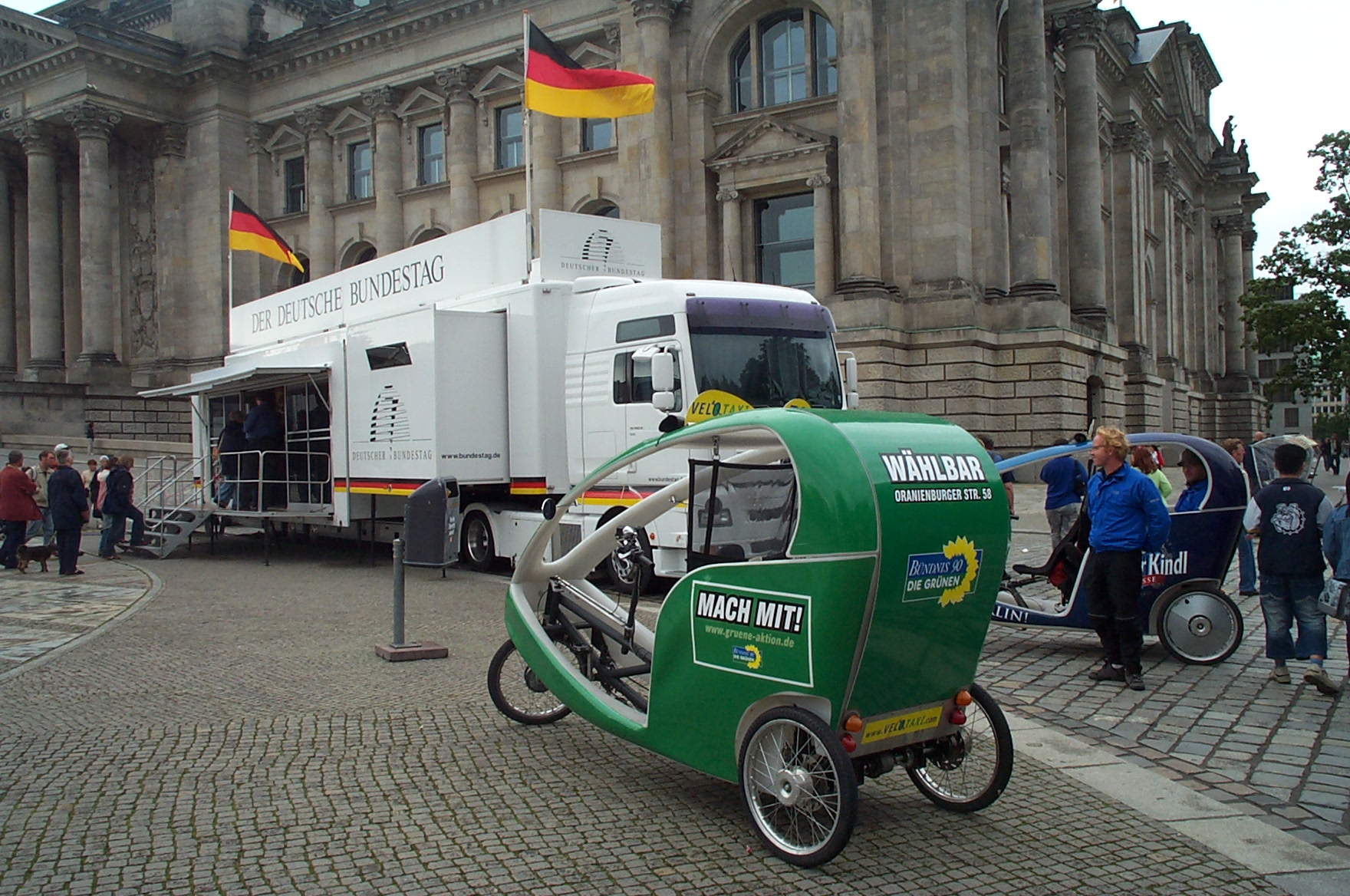
تبلیغ حزب سبز روبروی بوندستاگ

با اینکه در ابتدای مبارزات انتخاباتی حزب دموکرات مسیحی به رهبری آنگلا مرکل با ۲۱٪ رای بیشتر از سوسیال دموکرات‌ها در نظرسنجی‌های پیش از انتخابات پیشتاز بود، اما اقبال مردمی به این حزب کمی بعد در ماه اوت به‌طور قابل ملاحظه‌ای کاهش پیدا کرد. دلایلی که برای این کاهش ذکر شده‌اند از قبیل درگیری‌های درون حزبی دربارهٔ برنامه‌های انتخاباتی این حزب و متحد محافظه‌کارش اتحادیه سوسیال مسیحی بایرن و بحث‌های ایجاد شده با شریک ائتلافی‌شان حزب دموکرات آزاد به همراه گاف‌های انتخاباتی بود. یک بار آنگلا مرکل به دلیل اینکه مفاهیم درآمد خالص و ناخالص را در سخنرانی‌های انتخاباتی خود اشتباه بکار برده بود مورد تمسخر رسانه‌ها واقع شد. کمی پس از این اشتباه نظرسنجی‌ها حاکی از این بودند که اتحادیه دموکرات مسیحی و حزب دموکرات آزاد با همدیگر تنها ۴۸٪ آرا را به خود اختصاص خواهند داد و بنابراین قادر به تشکیل دولت نخواهند بود. مشکل دیگر وقتی ایجاد شد که دو کاندیدای اتحادیه دموکرات مسیحی عبارات توهین‌آمیزی در مورد ساکنین شرق آلمان ابراز داشتند. این نظرات نه‌تنها مردم شرق آلمان را تحت تأثیر قرار داد، بلکه سوالاتی را نیز در مورد جایگاه آنگلا مرکل در حزبش (که خود بزرگ‌شدهٔ شرق آلمان بود) ایجاد کرد.
با این حال نظرسنجی‌هایی که روزنامه زوددویچه تسایتونگ در انتهای ماه اوت به عمل آورد حکایت از این داشت که ائتلاف اتحادیه دموکرات مسیحی با حزب دموکرات آزاد به ۵۱٪ آرا دست خواهد یافت. پیش‌بینی‌ها نشان می‌دادند که ائتلاف سوسیال دموکرات‌ها و سبزها با حزب جدیداً تشکیل یافته چپ (اتحاد سوسیالیست‌های دموکراتیک با حزب کار و عدالت اجتماعی) تنها ۴۶٪ آرا را بدست خواهد آورد. با این حال یوشکا فیشر و گرهارد شرودر رهبران سبزها و سوسیال‌دموکرات‌ها به همراه گریگور گیسی رهبر حزب چپ، مخالف تشکیل چنین ائتلاف سه‌جانبه‌ای بودند.

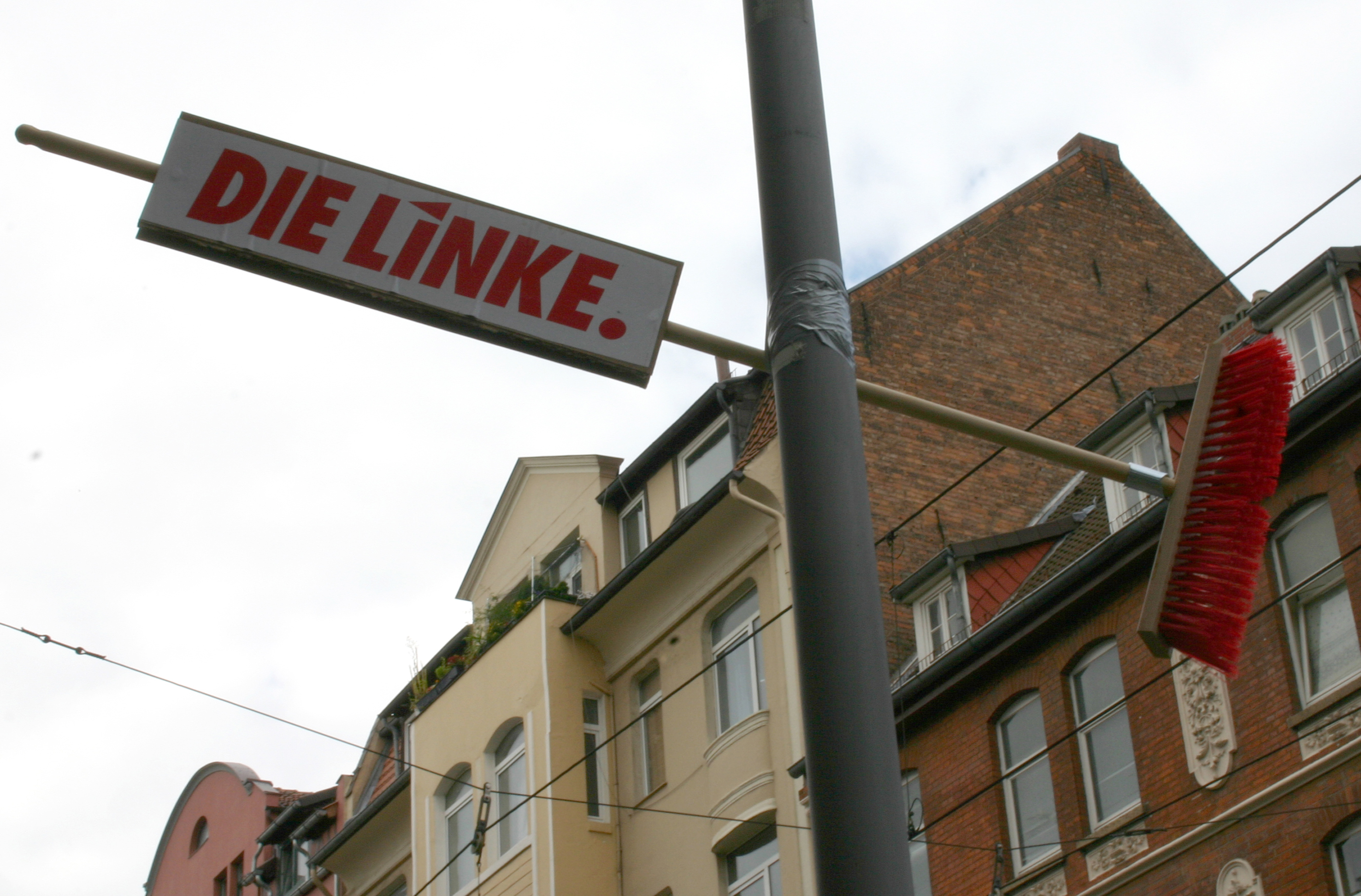
پلاکارد انتخاباتی حزب چپ

در روز ۴ سپتامبر شرودر و مرکل در یک مناظره رو در رو شرکت کردند که توسط ۴ شبکه تلویزیونی اصلی در آلمان به‌طور زنده پخش شد. با اینکه اغلب مفسران مرکل را پیروز این مناظره می‌دانستند، اما نظرسنجی‌ها پس از آن نشان داد که افکار عمومی در آلمان برخلاف آن‌ها شرودر را پیروز مناظره می‌دانست. تحلیل‌های پس از آن نشان داد که حمایت مرکل از مالیات شناور که توسط پل کیرشهف مشاور اقتصادی وی مطرح شده بود، اعتبار مرکل را در امور اقتصادی زیر سؤال برده و این گمان را در افکار عمومی ایجاد کرده بود که اصلاحات اقتصادی حزب دموکرات مسیحی تنها به نفع افراد بسیار ثروتمند خواهد بود.
با وجود اینکه برخی از اعضای برجسته اتحادیه دموکرات مسیحی مرکل را به دلیل ضعیف نشان دادن حزب مورد سرزنش قرار دادند، او در روز ۲۰ سپتامبر به رهبری حزب خود انتخاب شد. در روز ۲۲ سپتامبر اعضای حزب سوسیال دموکرات تحرکاتی را آغار کردند که بر طبق آن دو حزب متحد دموکرات مسیحی و اتحادیه سوسیال مسیحی بایرن باید در سیستم سیاسی آلمان احزابی جداگانه به حساب آیند. در سناریوی پیش‌بینی شده حزب سوسیال دموکرات بزرگ‌ترین حزب بوندستاگ می‌شد و این حزب همواره برای تعیین صدراعظم دست بالا را در اختیار داشت. این حرکت البته به جایی نرسید.

نتیجه انتخابات در سطح منطقه‌ای

نتایج میان هفته‌ای نظرسنجی‌ها نشان از این داشت که آرای حزب سوسیال دموکرات و سبزها چند درصد صعود داشتند، البته اتحادیه دموکرات مسیحی به همراه حزب دموکرات آزاد بین ۱ تا ۲ درصد از ائتلاف چپ‌ها جلوتر بودند. در شب انتخابات نظرسنجی‌ها نشان دادند که اتحادیه دموکرات مسیحی ۹٪ از حزب دموکرات مسیحی جلو افتاد. با این حال هیچ‌یک از این دو حزب در نظرسنجی‌ها حتی با در نظر گرفتن شرکای ائتلافی‌شان حائز اکثریت مطلق پارلمانی برای تشکیل دولت نشدند. محبوبیت مرکل نیز به ۴۰٪ افزایش یافت در حالی که پیشتر حدود ۳۰٪ بود و محبوبیت شرودر با ۵۳٪ به بیشترین حد خود رسیده بود. با وجود این، داده‌های نظرسنجی‌ها نشان از این داشت که هنوز ۲۵٪ رای‌دهنده‌ها تصمیمی برای حضور یا عدم حضور در انتخابات نگرفته بودند. مبارزات انتخاباتی تا روز رای‌گیری نیز ادامه داشتند. در حالی که کارشناسان بر احتمال ایجاد یک ائتلاف بزرگ با شرکت دو حزب اتحادیه دموکرات مسیحی و سوسیال دموکرات متمرکز شده بودند، برخی از منابع در حزب دموکرات مسیحی اعلام کردند که ممکن است حزب سوسیال دموکرات به ائتلاف با حزب جدید چپ رضایت دهد.

## رای‌گیری

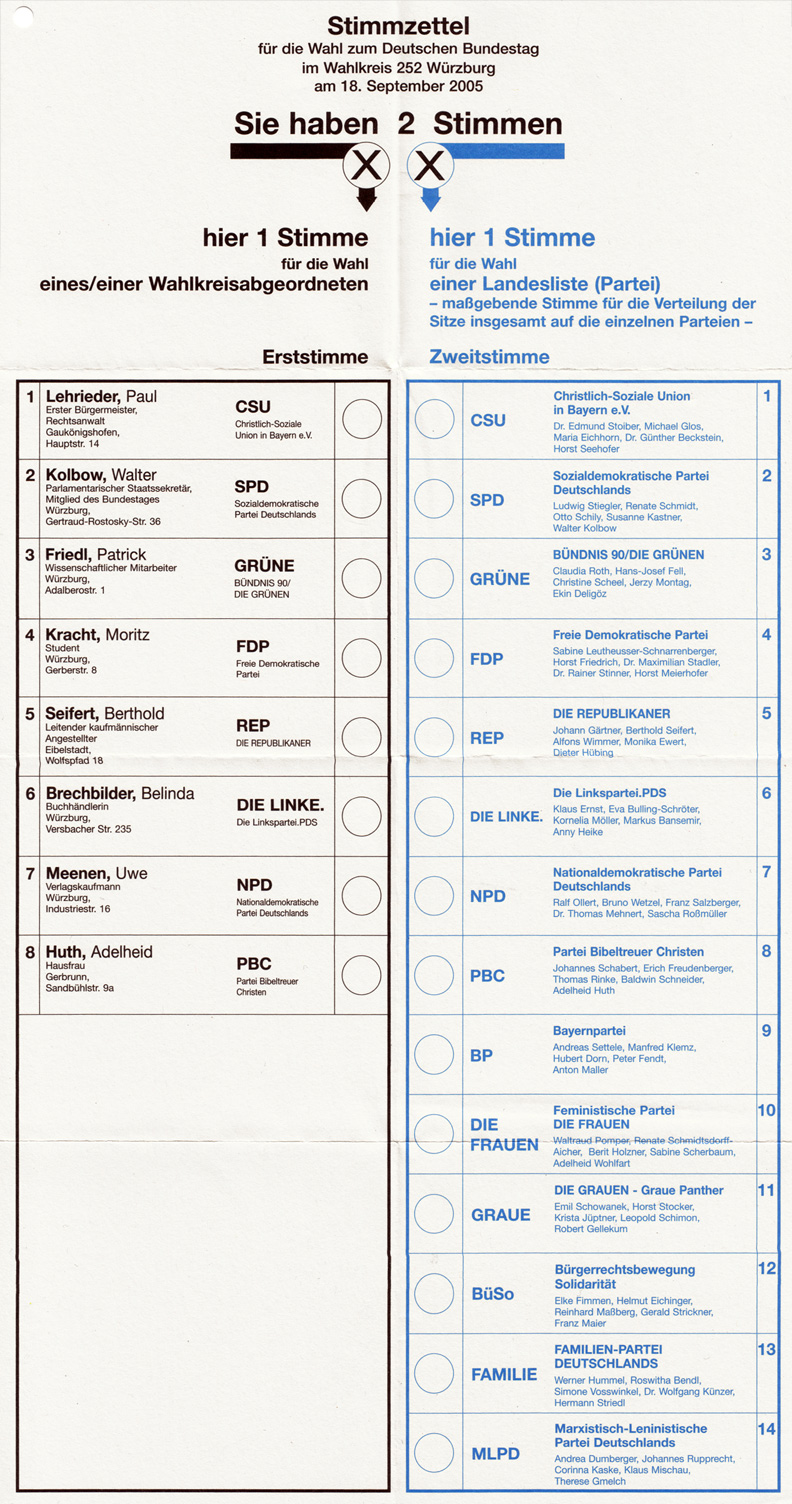
برگه رای‌گیری برای وورتسبورگ. رای به نماینده در سمت چپ و رای به حزب در سمت راست

آلمانی‌ها در روز ۱۸ سپتامبر ۲۰۰۵ به پای صندوق‌های رای رفتند. البته مردم در یکی از حوزه‌های شهر درسدن به دلیل مرگ یکی از کاندیداهای حزب راست افراطی دموکراتیک ملی و چاپ کردن برگه‌های رای‌گیری جدید مجبور شدند تا روز ۲ اکتبر منتظر بمانند. اندکی پس از پایان رای‌گیری مشخص شد که اتحادیه دموکرات مسیحی با اختلاف آرای کمی از حزب سوسیال دموکرات پیش افتاده است. با وجود این هیچ‌یک از دو ائتلاف (دمکرات مسیحی‌ها–دمکرات‌های آزاد و سوسیال دموکرات‌ها–سبزها) قادر به کسب اکثریت مطلق برای انتخاب صدراعظم نشدند. این بدین معنا بود که آلمان دارای یک پارلمان معلق شده بود که هیچ‌یک از گروه‌های ائتلاف به حد نصاب اکثریت برای تعیین صدراعظم نمی‌رسیدند.
نتایج اولیه انتخابات در روز ۱۹ سپتامبر و نتایج نهایی در ۷ اکتبر منتشر شدند. تعداد کرسی‌های متعلق به ائتلاف سوسیال دموکرات‌ها و سبزها از ۳۰۶ کرسی در دوره گذشته (مجموع کرسی‌ها ۶۰۳) به ۲۷۳ کرسی در پارلمان جدید (مجموع کرسی‌ها ۶۱۴) سقوط کرد. تعداد کرسی‌های ائتلاف اتحادیه دموکرات مسیحی و دموکرات‌های آزاد هم از ۲۹۵ کرسی به ۲۸۶ کرسی رسید. هر دو ائتلاف از رسیدن به حداقل ۳۰۸ کرسی برای انتخاب صدراعظم باز ماندند. در این انتخابات حزب چپ و دموکرات آزاد توانستند از حزب سبز که از سال ۱۹۹۰ سومین حزب بزرگ در آلمان بود پیشی بگیرند. حزب دموکرات آزاد با کسب ۱۰٪ آرا بهترین نتیجه انتخابات را بعد از سال ۱۹۹۰ کسب کرد. این حزب که برای دهه‌ها بزرگ‌ترین حزب آلمان غربی بود بعد از اتحاد دو آلمان بخشی از آرای خود را از دست داده بود.

## نتایج
| ۲۲۶                   | ۲۲۲                | ۶۱           | ۵۴   | ۵۱    |
| اتحادیه دموکرات مسیحی | حزب سوسیال دموکرات | دموکرات آزاد | چپ‌ها | سبزها |

| درصد آراء             | درصد آراء             | درصد آراء | درصد آراء | درصد آراء |
| --------------------- | --------------------- | --------- | --------- | --------- |
|                       |                       |           |           |           |
| دموکرات مسیحی‌ها       | دموکرات مسیحی‌ها       |           | ۳۵٫۱۷٪    | ۳۵٫۱۷٪    |
| سوسیال دموکرات‌ها      | سوسیال دموکرات‌ها      |           | ۳۴٫۲۵٪    | ۳۴٫۲۵٪    |
| دموکرات‌های آزاد       | دموکرات‌های آزاد       |           | ۹٫۸۳٪     | ۹٫۸۳٪     |
| چپ‌ها                  | چپ‌ها                  |           | ۸٫۷۱٪     | ۸٫۷۱٪     |
| سبزها                 | سبزها                 |           | ۸٫۱۲٪     | ۸٫۱۲٪     |
| دموکرات ناسیونالیست‌ها | دموکرات ناسیونالیست‌ها |           | ۱٫۵۸٪     | ۱٫۵۸٪     |
| سایرین                | سایرین                |           | ۲٫۳۵٪     | ۲٫۳۵٪     |

| درصد کرسی‌های بوندستاگ | درصد کرسی‌های بوندستاگ | درصد کرسی‌های بوندستاگ | درصد کرسی‌های بوندستاگ | درصد کرسی‌های بوندستاگ |
| --------------------- | --------------------- | --------------------- | --------------------- | --------------------- |
|                       |                       |                       |                       |                       |
| دموکرات مسیحی‌ها       | دموکرات مسیحی‌ها       |                       | ۳۶٫۸۱٪                | ۳۶٫۸۱٪                |
| سوسیال دموکرات‌ها      | سوسیال دموکرات‌ها      |                       | ۳۶٫۱۶٪                | ۳۶٫۱۶٪                |
| دموکرات‌های آزاد       | دموکرات‌های آزاد       |                       | ۹٫۹۳٪                 | ۹٫۹۳٪                 |
| چپ‌ها                  | چپ‌ها                  |                       | ۸٫۷۹٪                 | ۸٫۷۹٪                 |
| سبزها                 | سبزها                 |                       | ۸٫۳۱٪                 | ۸٫۳۱٪                 |

## بعد از انتخابات
رهبران هر دو حزب رقیب، گرهارد شرودر صدراعظم از حزب سوسیال دموکرات و آنگلا مرکل رهبر اتحادیه دموکرات مسیحی، در روز رای‌گیری مدعی پیروزی شدند. کمی بعدتر مشخص شد که هیچیک از آنان قادر نخواهند بود حتی با شرکای ائتلافی‌شان دولت تشکیل دهند. به دلیل خصومت بین شرودر و اسکار لافونتاین که سابقاً عضو حزب سوسیال دموکرات بود و به حزب چپ پیوسته بود، ائتلاف چپ‌گرایانهٔ سوسیال دموکرات‌ها، سبزها و حزب چپ ممکن نبود. رهبران هر دو حزب بزرگ اعلام کردند که با حزب چپ وارد ائتلاف نخواهند شد و از سوی دیگر رهبران حزب چپ نیز ورود به ائتلاف با احزاب راست و چپ میانه را مردود دانستند. خودداری چپ‌ها از ورود به ائتلاف شرایط ممکن را برای تشکیل دولت ائتلافی محدود ساخت و موارد زیر تنها گزینه‌های ممکن شدند:
- ائتلاف سوسیال دموکرات‌ها، سبزها و دموکرات‌های آزاد. سوسیال دموکرات‌ها در سال‌های ۱۹۶۹ تا ۱۹۸۲ با حزب دموکرات آزاد و در سال‌های ۱۹۹۸ تا ۲۰۰۵ با سبزها دولت ائتلافی تشکیل دادند.
- ائتلاف دموکرات مسیحی‌ها با دموکرات‌های آزاد و سبزها. دموکرات مسیحی‌ها در دوره‌های زیادی از قبیل ۱۹۴۹ تا ۱۹۵۶، ۱۹۶۱ تا ۱۹۶۶ و از ۱۹۸۲ تا ۱۹۹۸ با دموکرات‌های آزاد دولت ائتلافی تشکیل دادند، اما حزب سبز هیچگاه در ائتلاف با آنان نبوده‌است. حزب سبز به‌طور سنتی شریک ائتلافی حزب سوسیال دموکرات است.
- ائتلاف بزرگ با شرکت دو حزب عمده سوسیال دموکرات و دموکرات مسیحی. این دو حزب پیشتر در سال‌های ۱۹۶۶ تا ۱۹۶۹ با هم دولت ائتلافی تشکیل دادند

بعد از شکست گفتگوهای ائتلاف بین دموکرات مسیحی‌ها و سبزها، رهبران حزب سبز هرگونه ائتلاف با دموکرات مسیحی‌ها را مردود دانستند. بعد از اعلام نتایج انتخابات درسدن که با تاخیر برگزار شده بود و در آن دموکرات مسیحی‌ها پیروز شدند، آنگلا مرکل بر موضع‌اش برای صدارت عظمی در بوندستاگ پافشاری کرد. 
سرانجام در روز ۱۰ اکتبر مسئولین حزب دموکرات مسیحی و سوسیال دموکرات اعلام کردند که مذاکرات برای تشکیل یک ائتلاف بزرگ ثمربخش بوده و آنگلا مرکل به عنوان صدراعظم سوگند یاد خواهد کرد و ۱۶ وزارت‌خانه به‌طور مساوی بین هر دو حزب تقسیم خواهد شد. حزب سوسیال دموکرات بر هشت وزارت‌خانه مهم از جمله وزارت اقتصاد و وزارت امور خارجه کنترل خواهد داشت و شش وزارت‌خانه به همراه پست صدارت عظمی و ریاست ستاد صدراعظم به دموکرات مسیحی‌ها تعلق خواهد گرفت. در این بین گرهارد شرودر نیز اعلام کرد که از سیاست کناره‌گیری خواهد کرد.
گفتگوهای جزیی‌تر تا ۱۴ نوامبر ادامه داشت و در این روز احزاب ائتلافی در کنفرانسی تشکیل دولت جدید را اعلام کردند. در اولین جلسه پارلمان جدید در روز ۲۲ نوامبر اکثریت اعضای احزاب ائتلافی آنگلا مرکل را بعنوان صدراعظم آلمان برگزیدند. در این جلسه ۳۹۱ عضو مجلس به صدارت عظمای آنگلا مرکل رای مثبت دادند که نشان می‌دهد ۵۱ نفر از نمایندگان احزاب شرکت کننده در ائتلاف، از ائتلاف حمایت نمی‌کردند.